# Atletismo nos Jogos Pan-Americanos de 1955 - 400 m com barreiras masculino
A prova dos 400 m com barreiras masculino nos Jogos Pan-Americanos de 1955 foi realizada na Cidade do México, México.

## Medalhistas
| Ouro                                | Prata                       | Bronze                     |
| Joshua Culbreath USA Estados Unidos | Jaime Aparicio COL Colômbia | Wilson Carneiro BRA Brasil |

## Resultados
| Posição           | Nome             | Nacionalidade      | Tempo | Notas |
| ----------------- | ---------------- | ------------------ | ----- | ----- |
| Medalha de ouro   | Joshua Culbreath | USA Estados Unidos | 51.5  |       |
| Medalha de prata  | Jaime Aparicio   | COL Colômbia       | 51.8  |       |
| Medalha de bronze | Wilson Carneiro  | BRA Brasil         | 53.0  |       |
| 4                 | Amadeo Francis   | PUR Porto Rico     | 53.9  |       |
| 5                 | Juan Leiva       | VEN Venezuela      | 54.7  |       |
| 6                 | Oscar Fernández  | MEX México         | 55.1  |       |